# 沅陵镇
沅陵镇，是中华人民共和国湖南省怀化市沅陵县下辖的一个乡镇级行政单位。

## 行政区划
沅陵镇下辖以下地区：
龙泉山社区、桃花岭社区、龙兴社区、胜利门社区、鹤鸣山社区、荷花池社区、回龙山社区、凤鸣塔社区、鸳鸯山社区、教场坪社区、望圣坡社区、凤凰山社区、苦藤铺社区、黄草尾社区、老鸦溪社区、兰溪口村、岩板铺村、郑家村、落仙处村、鹿溪口村、龙溪村、岩罗村、白岩界村、向家界村和馒头嘴村。